# Письмо четырнадцати
«Письмо четырнадцати» — открытое письмо игроков сборной России по футболу с требованиями смены главного тренера и улучшения материального обеспечения футболистов, написанное 17 ноября 1993 года, после матча в рамках отборочного турнира ЧМ-94 против сборной Греции в Афинах. Письмо вызвало серьёзный конфликт и отрицательно сказалось на результатах выступлений сборной.

## Предыстория

### Предыдущие выступления сборных
На чемпионате Европы 1988 сборная СССР под руководством главного тренера Валерия Лобановского дошла до финала, где уступила сборной Нидерландов со счётом 0:2. В том же году олимпийская сборная под руководством Анатолия Бышовца выиграла Олимпийские игры, одолев в финале Бразилию 2:1. Команда СССР, однако, через два года не преодолела групповой этап чемпионата мира.
В 1991 году СССР прекратил своё существование, а вместе с ним и сборная СССР по футболу: вместо этой команды, выигравшей свою квалификационную группу под руководством Бышовца, на чемпионат Европы 1992 года поехала сборная СНГ, не преодолевшая там групповой этап. Усилиями Вячеслава Колоскова удалось добиться признания сборной СНГ как правопреемника сборной СССР, а затем и сборной России как правопреемницы сборных СНГ и СССР.
Образованная после Евро-1992 сборная России успешно прошла отборочный турнир и вышла в финальную стадию чемпионата мира 1994 года со 2-го места, уступив сборной Греции первое место в группе лишь в последнем туре в очном поединке. Эту команду тренировал Павел Садырин, добившийся с московским ЦСКА победы в последнем чемпионате СССР, взяв последний золотой дубль в истории СССР.

### История написания
17 ноября 1993 года сборная России, уже обеспечившая себе выход на Чемпионат мира 1994 в США, провела последний матч в рамках отборочного турнира против сборной Греции. Матч закончился поражением российской команды со счётом 0:1, на последних минутах Игорь Добровольский забил гол, который приносил российской команде ничейный результат, но судья отменил его.
После этой игры в раздевалке президент Российского футбольного союза Вячеслав Колосков, заявил: «…с такой игрой, с таким отношением к делу… в Америке делать нечего». Он также напомнил о текущем спонсорском контракте, который Олимпийский комитет России заключил с компанией Reebok: согласно этому контракту, восемь футболистов сборной должны были играть в бутсах этой фирмы, однако эта договорённость не выполнялась, за что размер премиальных для игроков был сокращён. Колосков заявил, что игроки, не желающие играть в форме этой компании, не поедут на чемпионат мира.
Свидетелями скандального разговора, по словам администратора сборной Сергея Хусаинова, были многочисленные журналисты, ворвавшиеся в раздевалку. Игорь Шалимов предъявил претензии Колоскову, сказав, что игрокам предоставляли форму не соответствующих размеров: из-за огромных маек футболистов на сборах в Германии принимали за баскетболистов. В ответ на вопрос Шалимова о том, кто подписывал контракт и почему игроков не поставили в известность о заключении контракта, Колосков ответил, что контракт подписал он сам и тренер сборной Павел Садырин. Последний в этот момент промолчал, что, по мнению Хусаинова, и стало отправной точкой для дальнейшего развития конфликта.
После матча Хусаинов сел за стол ужинать вместе с Игорем Шалимовым и Сергеем Юраном, а вскоре к столу подошёл Садырин, который вполголоса сказал Юрану, что никакого контракта не видел. Шалимов в ответ возмущённо заявил, что это нужно было сказать ещё тогда, при журналистах.

## Текст письма
В этот же день в номере отеля Hilton по инициативе тогдашнего капитана сборной Игоря Шалимова от имени 14 игроков было написано письмо на имя Шамиля Тарпищева, занимавшего пост советника Президента РФ по спорту. Ниже приводится текст данного письма:

Открытое письмо игроков национальной сборной России по футболу
Мы, игроки национальной сборной России по футболу, понимая всю возложенную на нас ответственность за выступление команды на чемпионате мира 1994 года в США, считаем недозволительным повторение ошибок, ранее неоднократно допущенных федерацией футбола, — организационные просчёты, финансовые манипуляции, неудовлетворительное материально-техническое обеспечение сборной, что уже не один раз отрицательно влияло на качество её выступлений.
Мы знаем, что Садырин П. Ф. — неплохой клубный тренер, но сборная — это другое: главное, что беспокоит нас сегодня, это тренировочный процесс и методы подготовки тренера сборной Садырина, которые, по нашему мнению, не соответствуют уровню работы с главной командой России. Достигнутый же сборной результат — выход в финальную часть чемпионата мира 1994 года — это инерция команды, созданной её бывшим тренером А. Ф. Бышовцем к чемпионату Европы 1992 года.
Мы считаем:
1. Работу с национальной сборной России по футболу по праву должен вести Бышовец Анатолий Федорович и готовить её к выступлениям в финале чемпионата мира 1994 года в США.
2. Должны быть изменены условия материального вознаграждения за выход в финальную часть чемпионата мира.
3. Незамедлительно должно быть улучшено материально-техническое обеспечение сборной команды страны.

Игроки национальной сборной команды России по футболу: Никифоров, Карпин, Иванов, Юран, Шалимов, Добровольский, Колыванов, Онопко, Хлестов, Кирьяков, Канчельскис, Мостовой, Саленко, Кульков.

## Авторы письма и возможные инициаторы
Письмо подписали 14 игроков футбольной сборной: Юрий Никифоров, Валерий Карпин, Андрей Иванов, Сергей Юран, Игорь Шалимов, Игорь Добровольский, Игорь Колыванов, Виктор Онопко, Дмитрий Хлестов, Сергей Кирьяков, Андрей Канчельскис (по факсу), Александр Мостовой, Олег Саленко, Василий Кульков.
По признанию Александра Бородюка, ему и Сергею Горлуковичу — двум олимпийским чемпионам — также предлагалось подписать письмо, но реакция этих футболистов была однозначной:
Мы их просто послали.Александр Бородюк
Поставить свои подписи под обращением отказались Дмитрий Галямин, Дмитрий Харин, Станислав Черчесов, Дмитрий Попов и Дмитрий Радченко.

Радченко объяснял своё решение следующим образом: 
Я не стал подписывать письмо, потому что сама постановка вопроса — чушь. Не в компетенции игроков менять тренеров. Тем более на таком уровне, как сборная.Дмитрий Радченко
Сергей Хусаинов не участвовал в создании письма, но утверждал, что Никита Симонян обвинял его в создании всей конфликтной ситуации и даже грозил исключить из сборной. По мнению Хусаинова, если бы у Садырина был собственный пресс-атташе, содержимое разговора не было бы предано огласке и скандала можно было бы избежать.
Также Хусаинов считал, что Шамиль Тарпищев пытался убрать Вячеслава Колоскова с поста президента РФС, которым были недовольны многие в околофутбольных кругах, однако эта попытка в итоге окончилась неудачно.

## Дальнейшее развитие ситуации
18 ноября данное письмо получил Шамиль Тарпищев. Выяснив, что письмо не является подделкой, 4 декабря он передал копию письма президенту РФС В. Колоскову и предложил тому собрать исполком РФС, чтобы выслушать все заинтересованные стороны. Расширенное заседание исполкома состоялось 7 декабря. Исполком подтвердил, что сборную к чемпионату мира должен готовить действующий главный тренер Павел Садырин, а обсуждение вопросов материального стимулирования было отложено на более поздний срок.
25 декабря 1993 года в зале пресс-центра Министерства иностранных дел на Зубовской площади состоялась пресс-конференция «отказников». На ней присутствовали Шалимов, Юран, Кирьяков, Добровольский, Мостовой, Кульков и Иванов, президент ОКР Виталий Смирнов, представитель РФС Александр Тукманов, Тарпищев. Присутствовал один из тренеров сборной Борис Игнатьев.
Тукманов заявил, что сборную будет готовить к чемпионату Павел Садырин, а претензии к финансовой и организационной стороне дела — справедливы.
Олег Саленко заявил, что отказывается от своей подписи.
Колосков в ответ собрал пресс-конференцию в зале Олимпийского комитета, где заявил, что сборная — не акционерное общество, и игроки не должны назначать и снимать тренеров.
О недопустимости подобных действий также заявил криминальный авторитет Отари Квантришвили, пришедший на пресс-конференцию.
После этой конференции ряд игроков отозвали свои подписи.

## Значение и последствия
«Письмо четырнадцати» вызвало конфликт между игроками («отказниками» и неподписавшими, а также изменившими своё решение), тренерами и руководством сборной, что подорвало моральный дух команды. На чемпионат мира не поехали Игорь Шалимов, Игорь Добровольский, Игорь Колыванов, Сергей Кирьяков, Василий Кульков, Андрей Канчельскис, а также Андрей Иванов, которого больше в сборную не приглашали, несмотря на отзыв подписи.
Некоторых игроков в сборную смог вернуть помощник Садырина Борис Игнатьев, который даже выплатил ряду игроков дополнительные премиальные. Однако «спартаковцы» вернулись позже всех остальных из числа тех, кто отозвал свои подписи: Павел Садырин упрекал тренера «Спартака» Олега Романцева в том, что тот всячески отговаривал игроков своего клуба ехать на чемпионат мира.
На турнире россияне не смогли преодолеть даже групповой этап. Журналист газеты «Спорт-Экспресс» Игорь Рабинер писал, что и игроки, и члены тренерского штаба, и спортивные функционеры были единодушны по одному конкретному пункту — скандал с «письмом четырнадцати» разрушил как единое целое сборную Павла Садырина и лишил её перспектив не просто выхода из группы, но и борьбы за медали чемпионата мира 1994 года. Вячеслав Колосков считает, что эта история разрушила здоровье Павла Садырина, который умер в 2001 году.
Многие из подписавших письмо игроков жалели о своём решении. Впоследствии оказалось, что Колыванов, Кирьяков и Канчельскис упустили свою единственную возможность сыграть на чемпионате мира (на ЧМ-1990 они были ещё вне состава советской сборной, а в следующий раз Россия приняла участие в финальном турнире ЧМ лишь в 2002 году, когда эти игроки перестали играть за сборную), а Кульков — вообще на крупном международном турнире (на ЧМ-1990 он также был вне состава сборной, а чемпионаты Европы-1992 и 1996 пропустил из-за травм).
В то же время, по мнению Игоря Шалимова, благодаря письму впоследствии были решены многие проблемы, с которыми ранее приходилось сталкиваться футболистам.
В 2003 году Шалимов стал главным тренером футбольного клуба «Уралан». Перед гостевыми матчами элистинцев с «Зенитом» и ЦСКА болельщики сине-бело-голубых и красно-синих вывесили плакаты следующего содержания: «Танцуй, Шалимов, тебе письмо от игроков!» и «94-й: не забудем, не простим» (Садырин работал в обеих этих командах).
В том же 2003 году Игорь Рабинер опубликовал большой материал «Русский бунт» в газете «Спорт-Экспресс», в котором были приведены все свидетельства и точки зрения всех участников скандала. Этот материал позже вошёл в его книгу «Наша футбольная Russia».
Позднее Олег Саленко заявил, что письмо писалось под диктовку Анатолия Бышовца, но игроков, делавших это, назвать отказался.
В 2018 году Добровольский в интервью «Спорт-Экспрессу» заявил, что основой конфликта послужило подписание Садыриным контракта с брендом Reebok.